# Родригес, Эдуардо
Эдуардо Хосе Родригес Эрнандес (исп. Eduardo José Rodríguez Hernández, 7 апреля 1993, Валенсия) — венесуэльский бейсболист, питчер клуба МЛБ «Бостон Ред Сокс». Победитель Мировой серии 2018 года.

## Карьера
В начале 2010 года Родригес в статусе международного свободного агента подписал контракт с «Балтимор Ориолс». В том же сезоне он начал профессиональную карьеру в фарм-клубах «Балтимора» в Доминиканской летней лиге, а в следующем году в Лиге Галф-Кост. В 2012 году он провёл 22 игры за «Делмарву Шорбёрдз» и был назван сайтом Baseball America пятым в рейтинге перспективных игроков «Ориолс». Весной 2013 года его впервые пригласили на предсезонные сборы основного состава. С началом чемпионата его перевели в состав «Фредерик Киз» в A-лиге, а позднее уровнем выше в «Боуи Бэйсокс». В том же году Эдуардо получил приглашение на Матч всех звёзд будущего.
Перед стартом чемпионата 2014 года он также работал на сборах с основным составом «Ориолс», после чего снова отправился играть за «Бэйсокс». По ходу сезона Эдуардо одержал три победы при семи поражениях и показателе пропускаемости ERA 4,79. В конце июля Балтимор обменял игрока в Бостон Ред Сокс на реливера Эндрю Миллера. Выступления в системе «Ред Сокс» Родригес начал в клубе «Портленд Си Догз» в Восточной лиге.
В основном составе «Бостона» Эдуардо дебютировал в мае 2015 года в игре против «Техас Рейнджерс». Отыграв 7 2/3 иннинга без пропущенных очков Родригес стал самым молодым питчером в истории команды, выигравшим первую игру в карьере на выезде, с 1967 года. Всего в чемпионате он сыграл в 21 матче, одержав десять побед при шести поражениях и ERA 3,85.
Начало сезона 2016 года он пропустил из-за проблем с правым коленом. В конце июня, после поражения от «Тампы» со счётом 7:13, Родригес подвергся жёсткой критике со стороны партнёра по команде Дастина Педройи и позже был переведён в «Потакет Ред Сокс» в AAA-лигу.
В чемпионате 2017 года он провёл за «Ред Сокс» двадцать игр, пропустив весеннюю часть сезона из-за рецидива травмы колена. В декабре он снова травмировал его во время выступлений в зимней лиге в Венесуэле. Восстановившись к началу чемпионата, Эдуардо сильно провёл начало сезона, в двенадцати играх одержав семь побед при одном поражении с ERA 3,68, а его команда выиграла одиннадцать из этих матчей.

## Стиль игры
Скаутами отмечалась техника броска Родригеса, особо отмечался факт, что он с рождения правша и бросать левой начал после перелома руки в возрасте семи лет. Основной подачей игрока является фастбол скоростью 90—94 мили в час. Благодаря хорошему контролю мяча он также эффективно использует чейндж-ап и слайдер.